# Carl Ludwig von Oesfeld

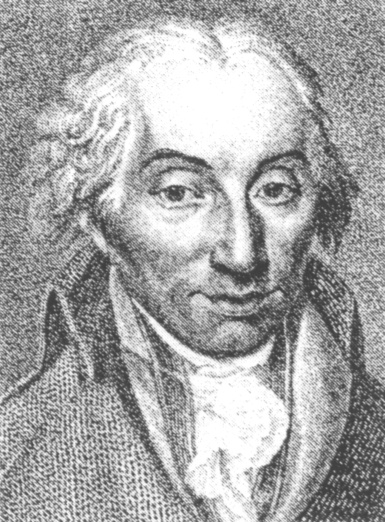
Carl Ludwig von Oesfeld

Carl Ludwig von Oesfeld (* 4. März 1741 in Potsdam; † 2. November 1804 auf seinem Weingut bei Potsdam) war Königlich Preußischer Geheimer Rat und ein deutscher Kartograph.

## Herkunft
Seine Eltern waren der Prediger in Berlin und Inspekteur des Militär-Waisenhauses in Potsdam Johann Friedrich Oesfeld (1709–1746) und dessen Ehefrau Johanna Sophie Thering (1717–1792). Sein Bruder Friedrich Wilhelm war zunächst Advokat in Frankfurt a. O. und später ebenfalls in Potsdam.

## Leben
Carl Ludwig Oesfeld kam 1759 auf Empfehlung des Generals von Schenkendorf als Kondukteur in das königlich-preußische Ingenieurkorps. Während des Siebenjährigen Krieges war er der Suite des Königs zugewiesen. Im Jahr 1762 kam er dann als Fähnrich in das Infanterie-Regiments Nr. 9 des Generals Schenkendorf. Nach dem Frieden von Hubertusburg nahm er dann sein Demission als Ingenieurleutenant.
1770 wurde er zum Kreiseinnehmer des Kreises Teltow mit dem Charakter als Hofrat ernannt. Außerdem wurde er auch Rendant der Mittelmärkischen Ritterschaftskasse in Berlin.

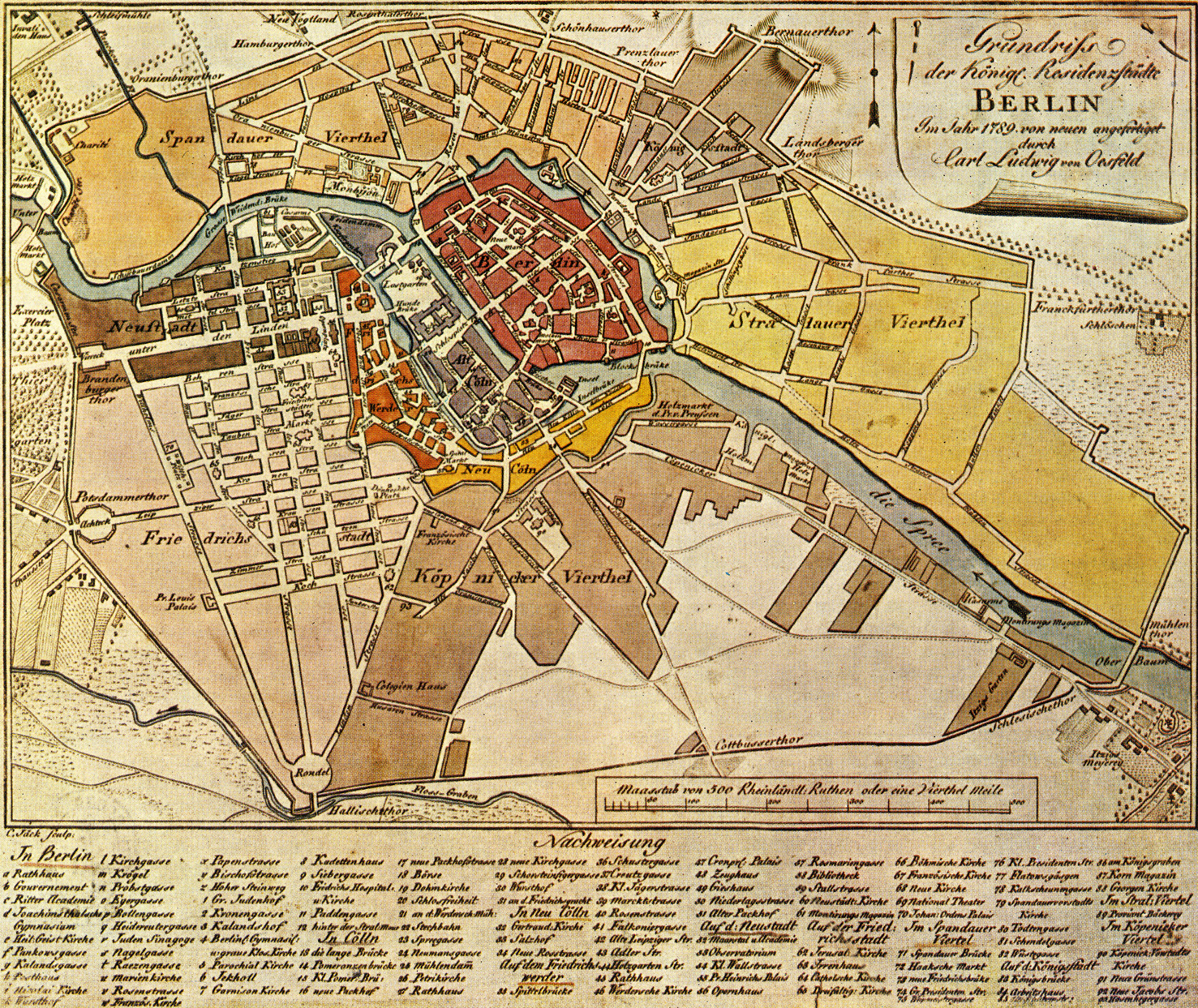
Grundriß der königl. Residenzstädte Berlin von 1789

Er übte den Beruf eines Landkartenzeichners, Topografen, Militärschriftstellers und Zeichners im Ingenieurkorps aus. Er bildete 1772 Daniel Friedrich Sotzmann aus. 
Im Jahr 1786 übernahm er als Generalpächter der Kalender der Akademie der Wissenschaften deren Herausgabe, 1786 wurde er gemeinsam mit seinem Bruder geadelt, 1787 wurde er Kanonikus des Hochstifts Cammin und 1788 zum Geheimrat ernannt.
1801 ließ er als Geschenk an seine Ehefrau auf dem damals in seinem Eigentum stehenden Pfingstberg bei Potsdam den Pomonatempel durch den erst 19 Jahre alten Karl Friedrich Schinkel errichten.
Oesfeld sammelte Landkarten und Kupferstiche. Sein Sohn Karl Wilhelm von Oesfeld war ebenfalls als Kartograf und Topograf tätig.
Sein Grab befindet sich auf dem Bornstedter Friedhof.

## Familie
Er heiratete am 15. Januar 1772 in Berlin Anna Katharina Gerlach (* 15. Juni 1753; † 22. Juni 1808), eine Tochter des Rektors der Großen Stadtschule Samuel Gerlach. Das Paar hatte mehrere Kinder:
- Karoline Friederike Ulrike Wilhelmine (* 3. Januar 1775; † 10. Oktober 1841)
- Antoinette Sophie (* 20. August 1779; † 20. Dezember 1855) ⚭ Ernst Michael von Schwichow (* 5. November 1759; † 28. Mai 1823)
- Karl Wilhelm (* 28. Juni 1781; † 2. November 1843), Oberst ⚭ Friederike Amalie Elisabeth von Stanckar (* 15. Januar 1785; † 19. Februar 1870)[4]

## Werke
- Gegend bey Berlin und Potsdam. 1778. (Karte)
- Topographische Beschreibung des Herzogthums Magdeburg und der Grafschaft Mansfeld Magdeburgischer Hoheit. 1780. Digitalisat
- Beschreibung der neu erbauten Thürme an den beyden Kirchen auf dem Friedrich-städtischen Markt zu Berlin. 1784. (Monographie)
- Almanachs portatifs et militaires généalogiques (als Redakteur). 1784–1785.
- Neuauflage des Kartenwerkes Grundriß der königl. Residenzstädte Berlin. 1789.
- Anzeige sämmtlicher Werke von Daniel Berger, Rector und Lehrer der Kupferstecherkunst. 1792. (Monographie)